# West Moors
West Moors est une paroisse civile et un village du Dorset, en Angleterre.